# Hanan Muhammad Abd Allah Chamis
Hanan Muhammad Abd Allah Chamis (arab. حنان محمد عبدالله خميس ;ur. 20 września 1981) – egipska zapaśniczka walcząca w stylu wolnym. Wicemistrzyni Afryki w 2004 i trzecia w 2000 roku.